# Bernardo Storace

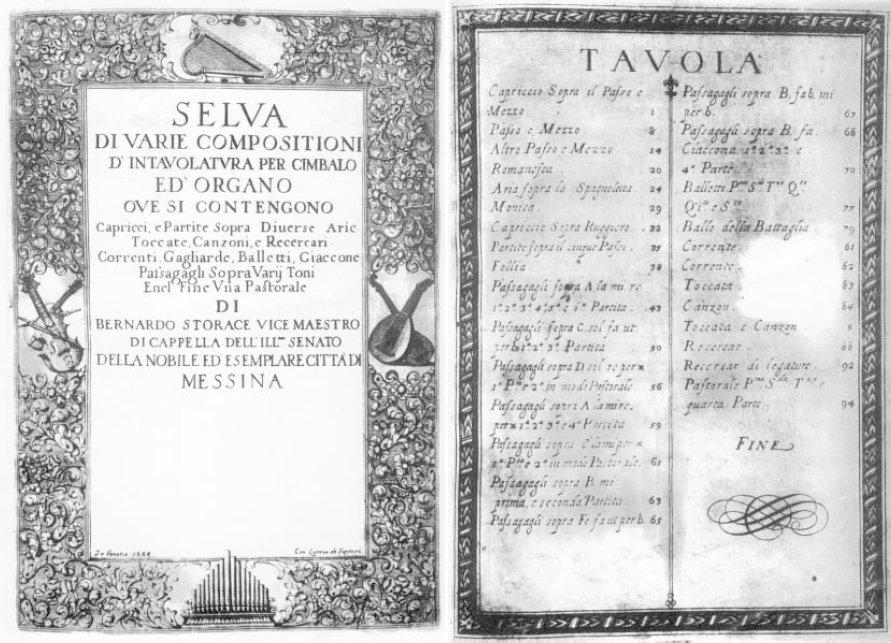
Strona tytułowa zbioru der „Selva di varie compositioni...“

Bernardo Storace (fl. w połowie XVII w.)  – włoski kompozytor i organista okresu baroku.
Skąpe wiadomości o jego życiu pochodzą z wydanego w 1664 roku w Wenecji zbioru utworów muzycznych na instrumenty klawiszowe pt. Selva di varie compositioni d'intavolatura per cimbalo et organo. Wiadomo, że w tymże (1664) roku został drugim kapelmistrzem (vicemaestro di capella) kapeli senackiej miasta Mesyny . Miejsce urodzin i śmierci kompozytora pozostaje niepewne. 
Twórczość Bernarda Storace zdradza wpływy szkoły neapolitańskiej, ale też szkoły rzymskiej i reprezentuje nurt muzyczny pośredni pomiędzy Girolamo Frescobaldim i Bernardo Pasquinim. Jego jedyny zachowany zbiór utworów (Selva di varie compositioni...) zawiera m.in. wariacje na tematy popularnych w swej epoce tańców.